# Querrien
Querrien é uma comuna francesa na região administrativa da Bretanha, no departamento Finisterra. Estende-se por uma área de 53,23 km². Em 2010 a comuna tinha 1 746 habitantes (densidade: 32,8 hab./km²).